# Михайло Хоробрий
Миха́йло Хоро́брий або Міха́й Ви́тязь (рум. Mihai Viteazul; 1558 — 9 серпня 1601) — господар Волоського князівства (1593–1601 роки) з династії Басарабів.
Замолоду займався торгівлею, згодом посідав ряд важливих адміністративних посад. Добився від османського султана призначення його господарем Волощини. Посівши престол у 1594 і спираючись на підтримку українських козаків, Михайло розпочав війну проти османської влади на Волощині, у Молдові і Трансільванії. У 1595 році розгромив османські війська в битві під Келугерені (між Джурджу і Бухарестом). Успішна боротьба Михайла проти Османської імперії була значною мірою зумовлена розгромом козацькими полками на чолі з Северином Наливайком союзників османів — кримських татар під час походів на Молдову (літо 1594 і весна 1595 року).
У 1600 році Михайло Хоробрий об'єднав Волощину і Молдову в єдину державу. Здійснював рішучі заходи, спрямовані на зміцнення центральної влади. Убитий під час заколоту бояр, які виступили проти його централізаторської політики. Створена Михайлом держава розпалась і її частини знову потрапили під владу Османської імперії.

## Біографія

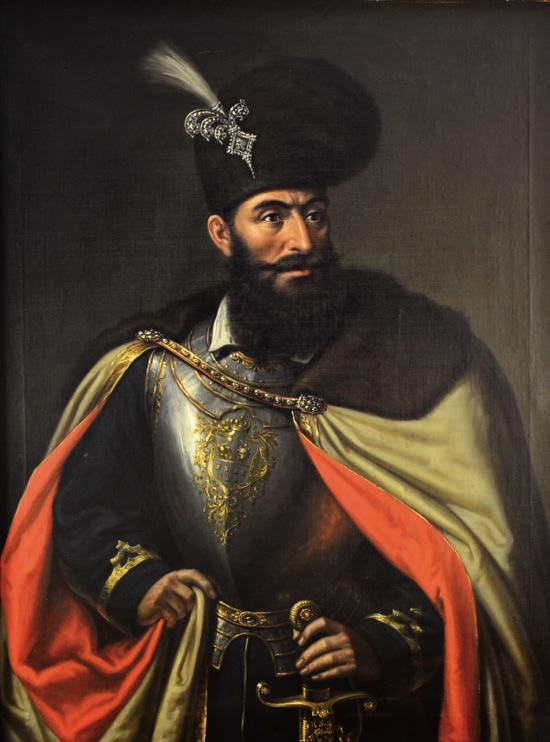
Портрет Михайла Хороброго (XIX ст.)

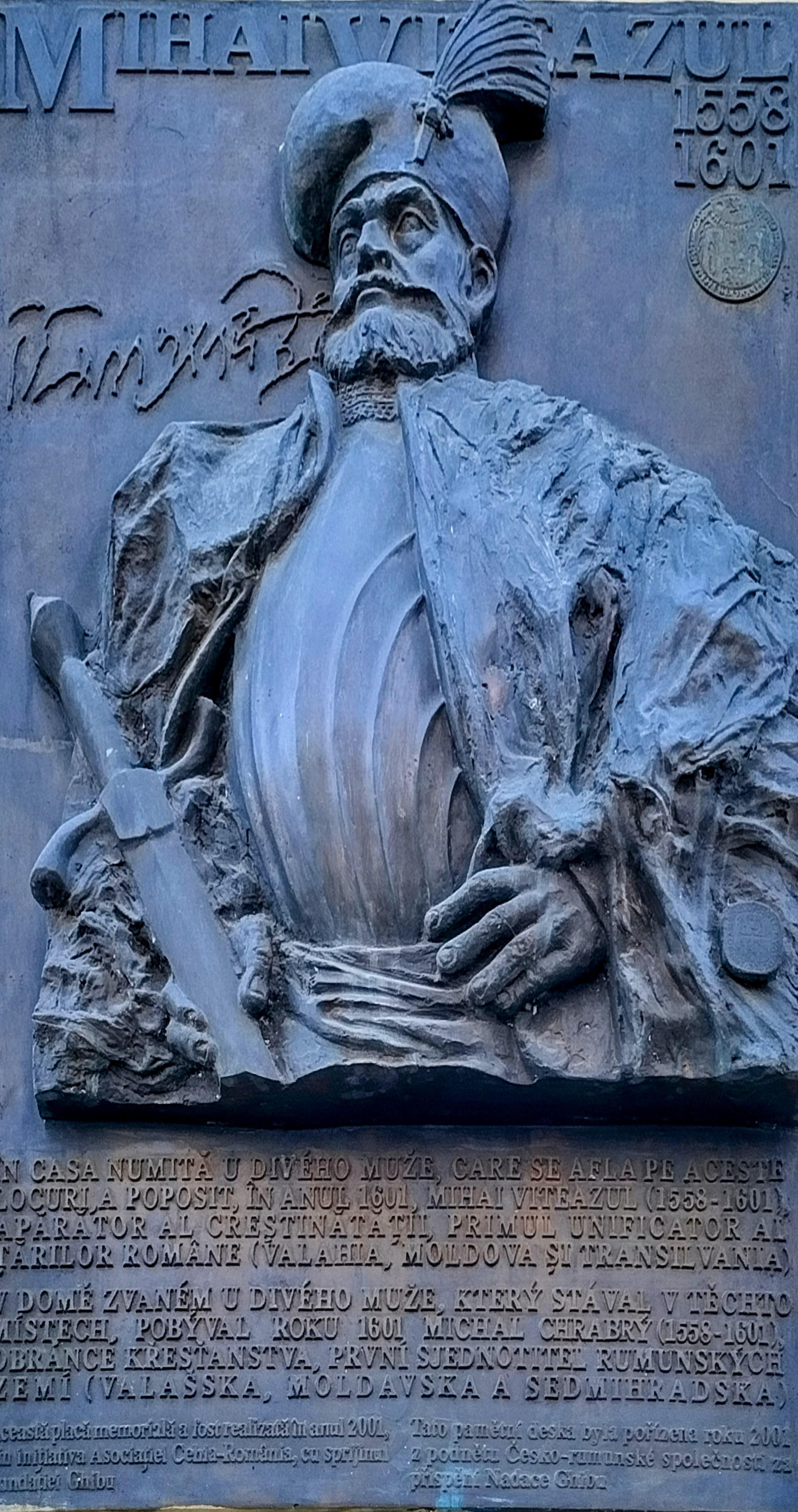
Меморіальна дошка Михайлу Хороброму на фасаді будівлі посольства Румунії у Празі

Майбутній володар народився 1558 року, вже після смерті батька господаря Петрашку Доброго. Його мати Тюдора була сестрою бана Олтенії Яна Епоріта. У молоді роки Михайло займався міжнародною торгівлею, розмовляв османською та грецькою мовами. Михайло жив в епоху важливих зрушень у Європі, обумовлених Великими географічними відкриттями, розвитком торговельних відносин та розширенням мережі комунікацій, завершенням Середньовіччя та початком Відродження. Зформувавшись у таких умовах, Михайло уособлював у собі елементи середньовічної минувщини та нової епохи: він не приховував свого політичного інтересу, прагнення грошей та слави, а головне — визволення Румунії та інтеграції у світ європейських цінностей.
Починаючи з 1588 року він пройшов усі щаблі ієрархічних сходинок: від бенішора до бана Олтенії за господаря Олександра Злого. Також сприятливими для честолюбних планів Михайла виявися заклик папи Климента VIII (1592—1605) об'єднатися усіх християнських правителів у антиосманську коаліцію, що в історії отримала назву Священної ліги.
Розкриття змови проти господаря Олександра Злого 1593 року закінчилось стратою кількох бояр. Не виключено, що серед змовників був і Михайло. Він зайняв трон із твердим переконанням розпочати боротьбу із Османською імперією та відновити незалежність Румунії. Власне, ці ідеї згодом склали сенс його життя. Папа зумів залучити до християнської коаліції римського імператора Рудольфа, іспанського короля Філіпа II, правителів італійських герцогств Тоскани, Мантуї та Феррари, а також германських князів. Противник Габсбургів — Польща — відмовилась взяти участь у Священній лізі. У цих умовах приєднання до християнської коаліції Трансильванії, Молдови та Волощини, що знаходились на кордоні із Османською імперією, набувало особливої важливості.
Господар Молдови Арон Воде підписав 16 серпня 1594 р. союз із імператором Рудольфом. За його прикладом у січні 1595 р. Жигмонд Баторі також приєднався до угоди. Спеціально для Михайла Папа Климент VIII ще у листопаді 1593 р. підготував письмо, у якому підкреслив:
|  | Я чув про широту душі та про походження твого народу від римлян та італійців...а також про те, що ви прагнете поновити колишню славу ваших предків. Тож, вам необхідно діяти, бо ви християни і маєте брати участь у спасінні знамені хреста. |

За невідомими причинами посол Святого Престолу не передав цього листа волоському господарю. Однак Михайло за власною ініціативою направив посольство до Жигмонда Баторі та Арона Воде, в результаті чого 1594 р. три господарі підписали договір про спільні дії. Очолив цей союз як «князь Дакії» Жигмонд Баторі.
Доведена османським сюзеренітетом до жебрацтва країна підтримала озброєний опір. Аналогічне рішення було прийняте і у Молдові. Наступ почався одночасно у Бухаресті та Яссах. 13 листопада 1594 р. військо союзників атакували та знищили османських представників, що знаходились у Бухаресті для нагляду за господарем. Потім було завдано удару по османським гарнізонам на Дунаї. У період з 1594—1595 рр. відбулись бої під Джурджу, Тиргул-де-Флочі, Хиршове, Силіс. У відповідь Османська імперія направила своє військо для придушення повстання, та ці сили були розгромлені у січні 1595 р. під Путинея, Сінештами. Тим часов румуни зайняли Рущук, Лістру, Браїлу, навіть дійшли до Балкан, де до них приєднались серби та болгари. Врешті, Михайло став сюзереном румунських говподарів.

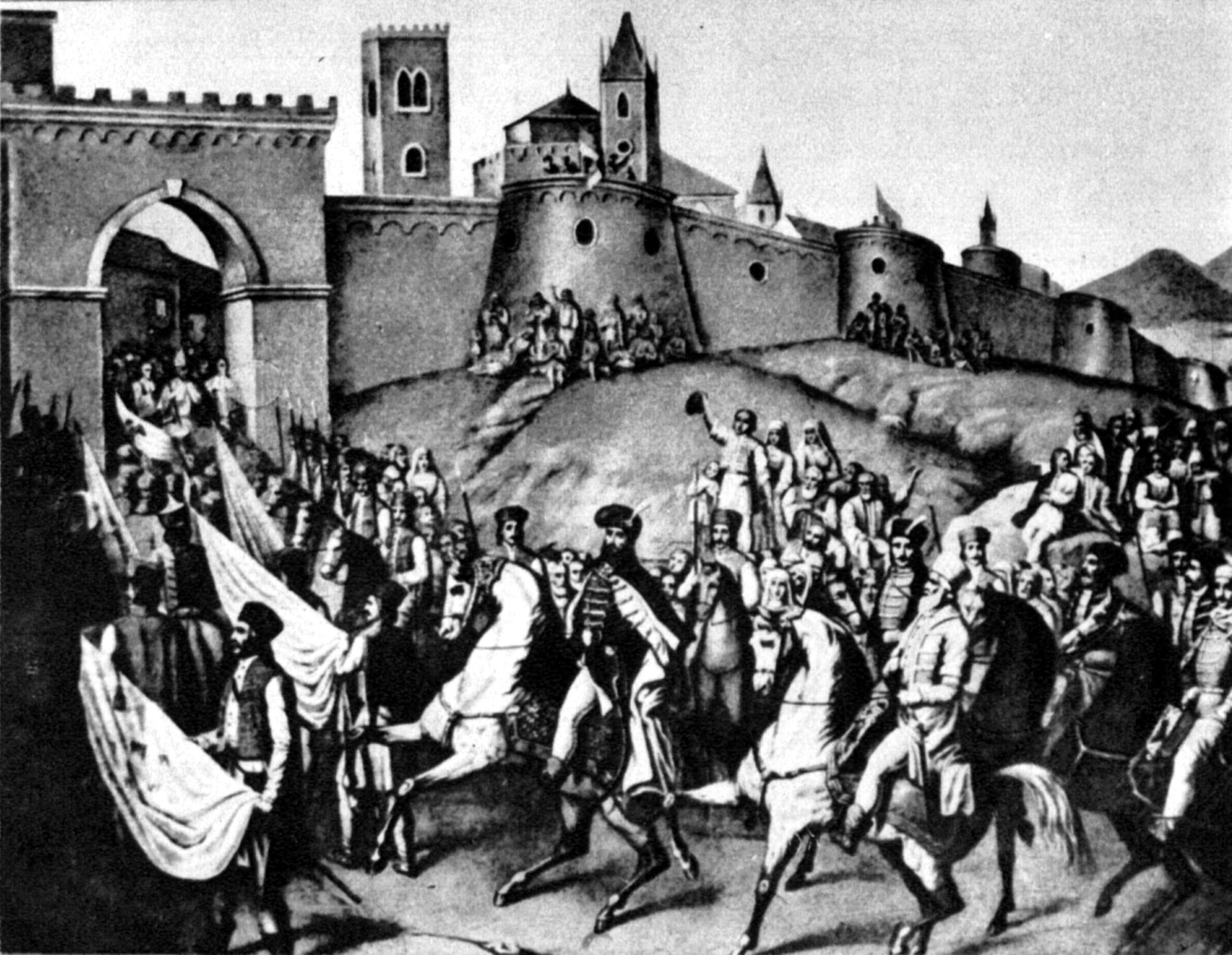
Михайло Хоробрий в'їжджає в Алба-Юлію

Та осман не міг втратити румунські землі. Він надіслав 50-тисячну армію, у той час як у Михайла було лише 8 тис. воїнів та 2 тис. трансильванців під командуванням Кіралі. Конче необхідною була допомога Баторі. Так за участю Волоського митрополита, двох єпископів 20 травня 1595 року у Алба-Юлії було підписано договір між Трансильванією та Волощиною, за яким Михайло підкорявся Баторі і ставав його намісником у Бухаресті. Господар видавав накази від імені Баторі, його печатка вважалась загально-державною, однак усі майбутні договори Михайло міг підписувати лише за особистої згоди Жигмонда Баторі. Натомість Трансильванія обіцяла надати військову допомогу для боротьби із османами, поновити кордони Волощини та Молдови по Дунаю — за течією від р. Бреїли до Оршови. 
На початку 1595 р. османське військо перейшло Дунай. 13-23 серпня Михайло досяг успіху: загинуло 4 паші, 7 санджак-беїв та 3 тис. османських солдат, а румуни захопили 5 гармат та 1 стяг Пророка. Задля остаточної перемоги треба було продовжити бої та переслідувати османів до Дунаю, але Михайло був вимушений відступати до Карпат і очікувати на допомогу Баторі. У цей час османи захоплюють Бухарест, перетворюють монастир Раду-Воду на мечеть, захоплюють Тирговіште.
У жовтні 1595 р. з півночі виступив Жигмонд Баторі на чолі 37 тисяч воїнів, зібраних знаттю та містами, його військо мало 63 гармати. Із Молдови Штефан Розван надіслав 3 тис. воїнів із 22 гарматами. Спільними зусиллями обидві столиці було звільнено, османів переслідували до Джурджу. Тих, що не встигли перейти річку, знищили, звільнили 8 тис. полонених. За підтримки 300 італійців, що надіслав герцог Тосканський, 20 жовтня 1595 р. було взято фортецю Джурджу. Так, Михайло зупинив захоплення румунських земель, однак його країна залишилась спустошеною.
Розраховуючи на змову бояр проти Михайла, Османська імперія відмовилась від ідеї створення османської провінції на північ від Дуная та проголосила новим господарем Раду. Поляки висунули на престол Молдовського князівства Єремію Могилу, а його брата Симеона сподівались посадити на волоський трон.
Тим часом Михайло розбив залишки османського війська. До того ж Османська імперія отримала поразку від армії Священної римської імперії. У грудні 1596 р. Михайло у м. Алба-Юлія виклав володарям Трансильванії деталі цього хиткого положення Османської імперії, запропонував об'єднати християнські сили і нарешті остаточно розбити ворога. Також зауважив, що у випадку відмови Трансильванії, Михайло укладе мир із Османською імперією — що і трапилось. 7 січня 1597 р. султан видав фірман, що затвердив Михайла на престолі Волощини, втім країна залишались під османським сюзеренітетом.
У лютому 1597 р. Михайло надіслав посольство до Рудольфа II із пропозицією прийняти під свою опіку Волощину та надати кошти для отримання армії, адже бояри більше не могли бути надійною опорою, необхідні були найманці, Михайло сподівався знайти їх серед румун, козаків, угорців, сербів, болгар, балканських валахів.
У липні 1597 р. Рудольф надіслав перші кошти до Тирговіште. Врешті у липні 1598 р. у монастирі Дялу обидва лідери підписали договір, за яким волоський господар мав щомісяця отримувати кошт на отримання 5000 осіб, при чому передбачалось збільшення числа до 10 тис. Михайло зі свого боку зобов'язувався вигнати османів із Трансильванії, Волощини та Угорщини. Цікаво, що відтоді Волощина знаходилась під сюзеренітетом імператора, та не мала платити данину.

## Кінематограф
1970 року Серджіу Ніколаеску зняв стрічку «Михайло Хоробрий» (оригінальна назва «рум. Mihai Viteazul»), який став найбільш комерційно успішним за кордоном румунським фільмом.

## Вшанування пам'яті

### Україна
2 грудня 2022 року у селі Бояни Чернівецької області вулицю Першотравневу перейменовано на вулицю Міхай Вітязу.
Також у селах Середнє Водяне та Нижня Апша є вулиця Міхая Вітязу.